# مطار كولباشيفو
مطار كولباشيفو (الروسية: Аэропорт Колпашево)، هو مطار في روسيا يقع على بعد 3 كم شمال شرق مدينة كولباشيفو. وهو مطار مدني صغير مع مدرج هبوط طوله 500 متر.